# Jan Pavlásek
Jan Pavlásek (27. října 1923 Praha – 20. února 2022 Praha) byl český zvěrolékař a skaut (přezdívka Song), bývalý člen Foglarovy pražské Dvojky.

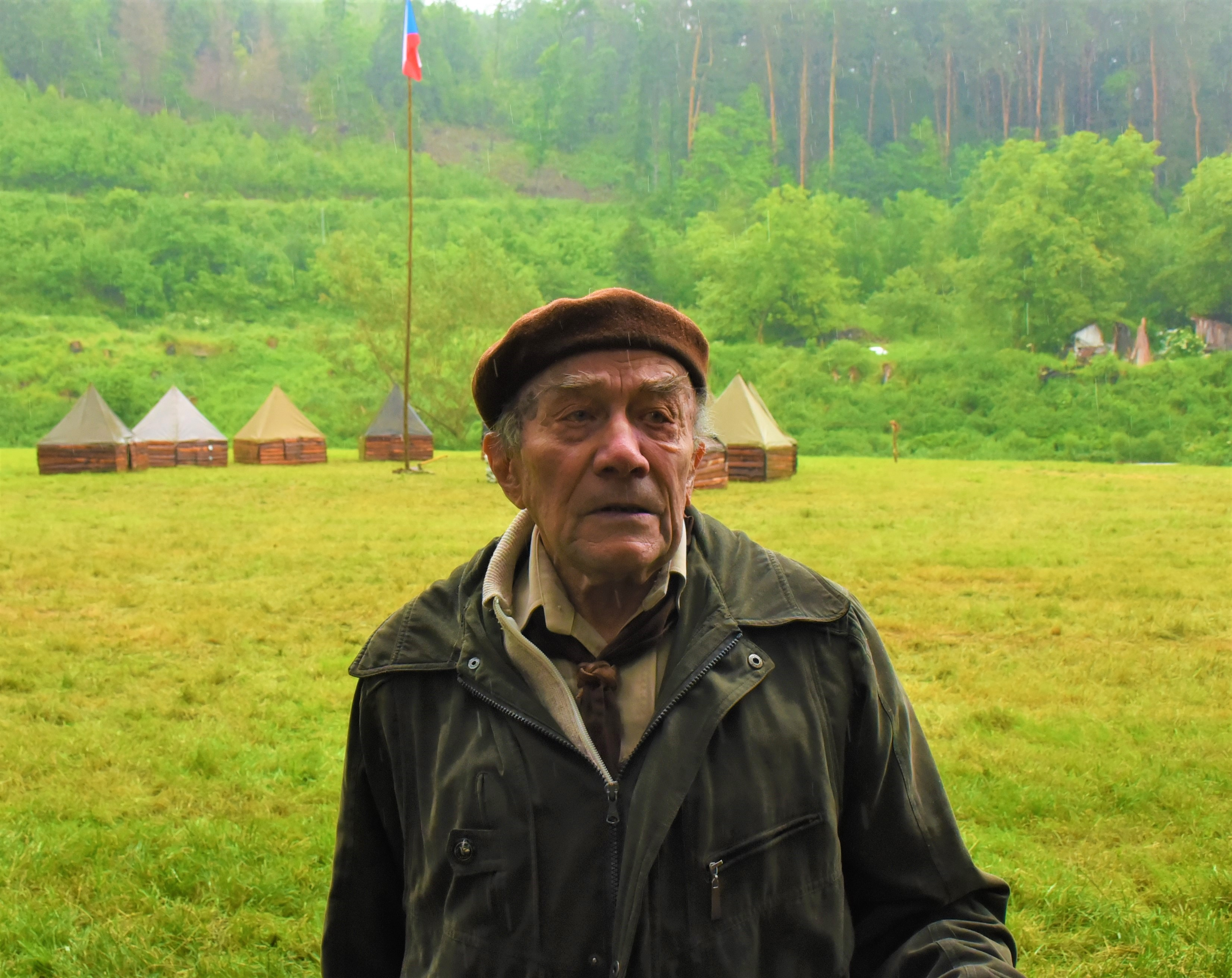
Jan Pavlásek-Song (Sluneční zátoka 2020)

## Životopis
Narodil se v Praze-Dejvicích v protestantské rodině, jako prostřední ze tří dětí. Otec Vladimír Pavlásek († 1969) byl legionářem, který bojoval u Zborova. Po první světové válce byl diplomatem-konzulem a působil na diplomatických misích v Německu a v Rakousku. Jan Pavlásek chodil dva roky do školy v Kolíně nad Rýnem a v letech 1934–1938 žil s rodiči ve Vídni. Po návratu rodina bydlela v Táboře a od roku 1940 v Praze. Zde absolvoval gymnázium v Křemencově ulici. Po maturitě byl totálně nasazen v Německu, zažil zde i bombardování Hamburku. Do Prahy se vrátil v prosinci 1943 a v květnu 1945 se účastnil pražského povstání. Po druhé světové válce studoval v Brně na Vysoké škole veterinární, absolvoval v roce 1950 (titul MVDr.). V roce 1950 se oženil (první žena pak zemřela v roce 1970, měli spolu dvě děti) a v roce 1952 se přestěhovali na Českomoravskou vrchovinu. Sedm let byl zvěrolékařem ve Veselí, od roku 1959 až do důchodu pak zvěrolékařem v Bystřici nad Pernštejnem.

## Skauting
Do skautské organizace vstoupil v Praze v roce 1932. První tábor se svým dejvickým skautským oddílem č. 7 prožil na Želivce. Od 10. října 1940 byl členem Foglarova oddílu – pražské Dvojky. Foglar sám mu vymyslel a přidělil skautskou přezdívku „Song“, protože Pavlásek nevynechal žádné zpívání a měl na starosti oddílový zpěvník.
Ze Dvojky odešel v září 1945 po skončení „Tábora svobody“. Tehdy založilo několik odchovanců Dvojky (kromě Songa ještě Vladimír Trejbal – Odym a Josef Starec – Prófa) vlastní skautské středisko Javor se třemi oddíly. V roce 1962 založil v Bystřici nad Pernštejnem na dnešní Základní škole T. G. Masaryka přírodovědecký kroužek, což byl utajený skautský oddíl, se kterým pracoval až do roku 1968 a pořádal s ním i letní tábory. Po obnově Junáka v roce 1968 se v Bystřici nad Pernštejnem ujal vedení jednoho ze tří místních chlapeckých oddílů. Byl i starostou střediskové rady. V roce 1970 mu však byla činnost s mládeží zakázána.
Po listopadu 1989 se stal vedoucím oldskautů v Bystřici.
V roce 2016 obdržel skautské vyznamenání Bronzovou medaili sv. Jiří.
Před rokem 2018 žil několik let v Blažkově a v roce 2019 se přestěhoval do Prahy, kde žil u své dcery Jarmily (* 1953), která byla také skautkou. Zemřel 20. února 2022 v Praze ve věku 98 let. Byl posledním žijícím pamětníkem táborů Foglarovy Dvojky ve Sluneční zátoce.
Jeho život byl zdokumentován nadací Post Bellum v rámci projektu Paměť národa.

## Song ve Foglarových knihách
Jaroslav Foglar se o Janu Pavláskovi-Songovi zmiňuje ve svých knihách Kronika Hochů od Bobří řeky, II. díl a Život v poklusu.